# Microregione di Itapetininga
Itapetininga è una microregione dello Stato di San Paolo in Brasile, appartenente alla mesoregione di Itapetininga.

## Comuni
Comprende 5 comuni:
- Alambari
- Angatuba
- Campina do Monte Alegre
- Guareí
- Itapetininga